# Автокатастрофа (фільм)
«Автокатастрофа» (англ. Crash) — канадський фільм 1996 року.

## Сюжет
Після автомобільної аварії Джеймс Баллард потрапляє у шпиталь зі зламаною ногою, а водій іншої машини гине. Дружина загиблого, Гелен Ремінгтон, зазнає невеликих пошкоджень. Після одужання відносини Гелен і Джеймса перетворюються на спонтанну і дуже гарячу сексуальну пристрасть. Дивний дослідник Воган, який відвідує шпиталь у пошуках жертв аварій, пропонує Джеймсу і Гелен відтворити смерть в автомобільній катастрофі Джеймса Діна. Вони зустрічаються з іншими людьми, які приходять від такого видовища в дике сексуальне збудження. Воган пояснює свою нав'язливу ідею можливістю злитися з автомобілем і в житті, і в смерті. Жити в такому зв'язку є мрія всього його життя.

## У ролях
| Актор                      | Роль                 |
| -------------------------- | -------------------- |
| Джеймс Спейдер             | Джеймс Баллард       |
| Голлі Гантер               | Гелен Ремінгтон      |
| Еліас Котеас               | Воган                |
| Дебора Кара Ангер          | Кетріна Баллард      |
| Розанна Аркетт             | Габріель             |
| Пітер МакНейл              | Колін Сігрейв        |
| Іоланда Джуліан            | повія                |
| Шеріл Свартс               | Вера Сігрейв         |
| Джуда Кац                  | продавець            |
| Ніккі Гуаданьі             | татуювальник         |
| Ронн Саросьяк              | Ей Ді                |
| Бойд Бенкс                 | Грайп                |
| Маркус Паріло              | людина в ангарі      |
| Еліс Пун                   | дівчина з камерою    |
| Джон Стоунгем молодший     | Траск                |
| Девід Кроненберг           | продавець            |
| Джордан-Патрік Маркантоніо | людина в тату-салоні |

## Саундтрек
| Список треків | Список треків                    | Список треків |
| #             | Назва                            | Тривалість    |
| ------------- | -------------------------------- | ------------- |
| 1.            | «Crash»                          | 3:36          |
| 2.            | «CineTerra»                      | 1:04          |
| 3.            | «Mechanism of Occupant Ejection» | 2:05          |
| 4.            | «Mirror Image»                   | 3:24          |
| 5.            | «Where's the Car»                | 2:39          |
| 6.            | «Sexual Logic»                   | 4:07          |
| 7.            | «Road research Laboratory»       | 2:12          |
| 8.            | «Mansfield Crash»                | 3:37          |
| 9.            | «Chromium Bower»                 | 3:38          |
| 10.           | «A Benevolent Psychopathology»   | 2:22          |
| 11.           | «Two Semi-Metallic Human Beings» | 2:22          |
| 12.           | «Triton»                         | 2:45          |
| 13.           | «Accident... Accident...»        | 2:59          |
| 14.           | «A Crushed Convertible»          | 1:55          |
| 15.           | «Prophecy is Dirty and Ragged»   | 5:49          |
| 44:33         |                                  |               |